# Girl in the Basement
Girl in the Basement è un film del 2021 diretto da Elisabeth Röhm. Il film è ispirato al caso Fritzl.

## Trama
Sara è una ragazza di 18 anni che non vede l'ora di andare a vivere da sola, lontana dal suo dispotico padre. Tuttavia i suoi sogni si spezzano quando l'uomo decide di rinchiuderla nel seminterrato della loro abitazione, in una stanza di cui solo lui è a conoscenza che si apre e chiude con una porta blindata elettronica, nascosta dietro ad un armadio.
Nei 20 anni di prigionia la ragazza subisce dal padre ripetuti abusi sessuali, maltrattamenti e mette al mondo quattro figli. Uno di loro muore appena nato e l'uomo lo seppellisce in giardino, un altro viene portato in superficie e fatto crescere insieme al padre-nonno e alla nonna (ignara della sua provenienza e che il padre è in realtà suo marito) e gli altri due crescono con la madre nel bunker, dove regolarmente l'uomo porta loro cibo, libri e vestiti.
I due ragazzi, una volta adolescenti, vengono messi al corrente che l'uomo non è lo zio come Sara aveva fatto credere loro fin dalla nascita ma il padre-nonno. Una sera la figlia più grande ha un attacco d'asma e dopo le ripetute richieste di Sara viene portata dall'uomo in ospedale in auto, insieme a Sara stessa. Quest'ultima riesce ad attirare l'attenzione di un'infermiera e di una guardia dell'ospedale. In seguito l'uomo viene denunciato e arrestato, la figlia di Sara riesce a salvarsi e l'altro figlio rimasto nel bunker viene portato in superficie. Alla fine Sara ritrova la madre, la sorella e il suo ex fidanzato che frequentava prima della prigionia e si prospetta per lei una vita nuova.

## Produzione
Gli esterni del film sono stati girati ad Atlanta, in Georgia.

## Distribuzione
Il film è stato distribuito il 27 febbraio 2021 in Brasile; Canada; Indonesia; Stati Uniti d'America, sulla rete via cavo Lifetime. Sempre nel 2021 via inoltre distribuito via web nelle Filippine, il 27 febbraio; in Italia, il 2 marzo; in Francia, il 5 giugno; in Giappone, il 23 luglio; in Germania. Viene successivamente distribuito via web anche in Australia, il 16 agosto 2022; e nel Regno Unito il 7 marzo 2023.
Il film è stato distribuito globalmente con il titolo in inglese Girl in the Basement (lett. "La ragazza nel seminterrato"), tuttavia alcuni paesi hanno adottato un titolo tradotto nella lingua nazionale. Ciò è avvenuto in Brasile (in portoghese Torturada Pelo Próprio Pai, "Torturata da suo padre"); Messico (in spagnolo Atrapada en el Sótano, "Intrappolata nel seminterrato"); Russia (in russo Девушка в подвале?, Ragazza nel seminterrato); Serbia (in serbo Devojka u podrumu?, La ragazza nel seminterrato); Spagna (in spagnolo La chica en el sótano, "La ragazza nel seminterrato"); Turchia (in turco Bodrumdaki Kız, "La ragazza nel seminterrato", titolo alternativo).

## Accoglienza
Nell'Internet Movie Database, il film ha ricevuto una valutazione di 6,3 punti su 10 da circa 11.100 recensioni.